# Diastasa
La diastasa es una enzima (EC 3.2.1.1) de origen vegetal que se encuentra en determinadas semillas germinadas y otras plantas. Su función es la de catalizar la hidrólisis, primero del almidón en dextrina e inmediatamente después, en azúcar o glucosa. La alfa-amilasa degrada el almidón en una mezcla de disacáridos: maltosa, maltotriosa trisacárido (la cual contiene dos α (1-4)-residuos de glucosa) y oligosacáridos conocidos como dextrinas, que contienen la α (1-6)- ramas de glucosa.

## Historia
La diastasa fue la primera enzima descubierta. En 1833 se extrajo de la solución de malta por Anselme Payen y Jean-François Persoz, dos químicos de una fábrica de azúcar francesa. El nombre "diastasa" proviene de la palabra griega διάστασις (diastasis) (una separación), ya que cuando se calienta la mezcla de la cerveza, la diastasa hace que el almidón de la semilla de cebada se transforme rápidamente en azúcar soluble y por lo tanto, la cáscara se separe del resto de la semilla. El sufijo -asa es de uso común para las enzimas.

## Distribución en plantas
El nombre de las diastasas corresponde a un sinónimo de las amilasas, aunque se usa principalmente para designar la alfa-amilasa, que se extrae de cereales.
- Origen de alfa-amilasa: Fúngico (Aspergillus oryzae), bacteriano (B. stearothermophilus, B. subtilis), de cereales y del páncreas.
- Origen de beta-amilasa: cereales, soya y camote.

La enzima alfa-amilasa se encuentra en poca cantidad en el trigo y abunda más en aquel que ha sido parcialmente germinado. La beta-amilasa, por el contrario, se encuentra en gran cantidad en este cereal.

## Acción en el cuerpo humano
Esta enzima ayuda a descomponer los hidratos de carbono y los convierten en azúcar, lo que los hace más fáciles de digerir.
Amilasa y glucoamilasa son las enzimas que se encuentran en la saliva humana que ayudan a descomponer los carbohidratos en azúcar para que de esta manera se puedan digerir. 
El almidón está formada por la fracción amilosa de cadena recta de moléculas de glucosa unidas por enlaces glucosídicos alfa-1,4; en tanto que la fracción amilopectina, además de la cadena recta, presenta ramificaciones con enlaces glucosídicos 1,6.

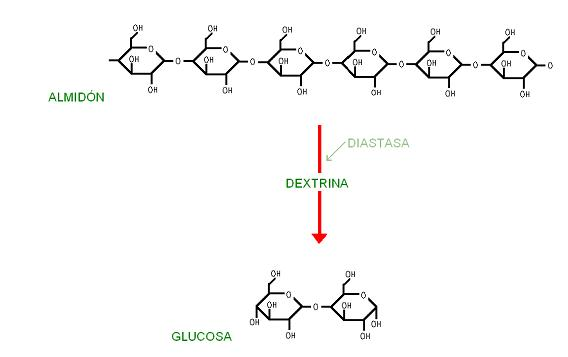

La alfa-amilasa cataliza la hidrólisis de la cadena lineal (amilosa) y la ramificada (amilopectina) del almidón, rompiendo enlaces 1,4 interiores (endoamilasa) para formar una mezcla de dextrinas; por ello se la conoce como enzima dextrinogénica (mezcla de amilodextrina, eritrodextrina, acrodextrina y maltodextrina) con poca producción de maltosa.
Por su acción, el alfa-amilasa provee de fragmentos menores que pueden ser utilizados por la enzima beta-amilasa. La enzima alfa-amilasa requiere de un activador como, por ej., cloruro de sodio. Es sensible a una acidez elevada y se vuelve inactiva a pH 3,3 o a pH menor a 0 °C por 15 min. El pH óptimo de acción está dentro del rango 5-7, siendo de 6,5 para el alfa-amilasa bacteriana y pancreática. La enzima es resistente al calor, pues a 70 °C conserva un 70% de su actividad. Actúa sobre almidones crudos y gelatinizados.
La beta-amilasa se la conoce con el nombre de enzima sacarogénica, pues actúa sobre la amilosa, rompiendo unidades 1,4, dando maltosa. Sobre la amilopectina actúa en las uniones alfa-1,4 de la cadena recta, y detiene su acción a distancia de 2 unidades de glucosa antes de atacar las uniones alfa-1,6. Se trata de una exo-amilasa, ya que actúa sobre el terminal de la molécula; mientras la amilosa es transformada totalmente en maltosa, la cadena ramificada de la amilopectina se conserva en un 40-45% sin hidrolizar.
La beta-amilasa no necesita de activador para actuar, pero es menos estable al calor, inactivándose a 70 °C por 15 min. El pH óptimo de la beta-amilasa es de 4,5.

### Aplicación Alimenticia

#### Miel
Enzimas digestoras de almidón. Se encuentra el alfa-amilasa que divide las cadenas de almidón al azar, produciendo dextrinas, y la beta-amilasa que divide la azúcar reductora maltosa de los terminales de las cadenas de almidón. Los orígenes de ésta son muy discutidos y no se sabe a ciencia cierta si vienen del polen en el néctar o de la abeja. Las mieles más oscuras tienden a tener una mayor actividad de diastasa. La actividad de diastasa es un excelente indicador de la calidad de una miel. Por mucho tiempo los europeos han considerado miel con una actividad de diastasa baja como miel que ha sido sobrecalentada y por lo tanto no apta para consumo de mesa. Mientras mayor el contenido de esta enzima, mayor es su calidad.

#### Malta cervecera
La cerveza es grano de cebada que se ha dejado que germine un poco, secado y tratado. La germinación pone en marcha nuevos sistemas enzimáticos, especialmente diastasas que hidrolizan el almidón dando dextrinas, con el fin de proporcionar también azúcares como la maltosa.[cita requerida]

## Área terapéutica
Los suplementos de diastasa se toman para ayudar a la digestión y aumentar el metabolismo de los azúcares. Suplementos de amilasa se pueden tomar para subir los niveles de la enzima para controlar la psoriasis, eczema, alergias y brotes de herpes, que son el resultado de una deficiencia de asma; el enfisema también puede beneficiarse de suplementos de diastasa. La diastasa se incluye a menudo en los complejos de suplemento de enzimas, específicamente para los trastornos digestivos.
Actualmente se administra Takadiastase que es una forma de diastasa para mejorar la digestión. Como ya se ha dicho, el agente posee una propiedad diastásica y fermentativa. Su campo específico es la corrección de las imperfecciones diastásicas. Convierte 100 veces su peso en seco de almidón en azúcar. Digiere los almidones y previene el estreñimiento, flatulencia, malestar general, insomnio, dolor de cabeza y vértigo, que resultan de la tomaínas de almidón no digerido que acaba descomponiéndose.